# Кондрашкин, Владимир Никандрович
Владимир Никандрович Кондрашкин — советский хозяйственный, государственный и политический деятель.

## Биография
Родился в 1897 году. Член ВКП(б) с 1919 года.
С 1914 года — на хозяйственной, общественной и политической работе. В 1914—1947 гг. — в промышленности, счетовод, бухгалтер Бухарской железной дороги, рядовой 1-го Оренбургского сводного полка, адъютант 1-го Интернационального строевого полка, помощник начальника штаба 2-й Туркестанской стрелковой дивизии, командир отдельного кавдивизиона Туркестанской дивизии, секретарь реввоенсоета штаба Туркфронта, помощник начальника 6-го отдела штаба Среднеазиатского военного округа, управляющий делами Госпромцветмета.
Избирался депутатом Верховного Совета СССР 1-го созыва.